# Barje Čiflik
Barje Čiflik (cyr. Барје Чифлик) – wieś w Serbii, w okręgu pirockim, w mieście Pirot. W 2011 roku liczyła 594 mieszkańców.